# Midnight Boom
Midnight Boom è il terzo album discografico della band anglo-statunitense The Kills, pubblicato nel marzo 2008 dalla Domino Records.

## Il disco
L'album è stato registrato nel 2007 presso il Key Club Recording Company di Benton Harbor, nel Michigan.
Prima della pubblicazione dell'album, la band ha creato il sito www.midnightboom.com in cui sono stati inseriti tre video di tre brani (U.R.A. Fever, Cheap and Cheerful e Last Day of Magic).
Il brano Soul Cherry è stato utilizzato nella serie televisiva Gossip Girl, di cui è diventato uno dei temi più famosi.
La versione digitale britannica dell'album include anche il brano Night Train.

## Accoglienza e critica
Il disco è stato recensito positivamente da quasi tutti i siti e le riviste dedicate: il massimo punteggio (5/5) gli viene assegnato da AllMusic, per Uncut e The Independent il disco merita il voto di 4/5, Pitchfork si mantiene su un più moderato 6,8/10.

## Tracce
1. U.R.A. Fever – 2:16
2. Cheap and Cheerful – 2:26
3. Tape Song – 3:35
4. Getting Down – 2:55
5. Last Day of Magic – 3:21
6. Hook and Line – 2:03
7. Black Balloon – 3:46
8. M.E.X.I.C.O. – 1:37
9. Sour Cherry – 3:07
10. Alphabet Pony – 1:45
11. What New York Used to Be – 3:15
12. Goodnight Bad Morning – 3:52
13. Night Train (UK Download Bonus Track) – 3:04

## Formazione
The Kills
- Jamie "Hotel" Hince
- Alison "VV" Mosshart

## Classifiche
| Classifiche (2008)                | Posizione raggiunta |
| --------------------------------- | ------------------- |
| Regno Unito Official Albums Chart | 47                  |
| US Heatseekers                    | 1                   |
| USA Independent Albums Chart      | 16                  |
| USA Billboard 200                 | 133                 |
| Olanda MegaCharts                 | 68                  |
| Austria Ö3 Austria Top 40         | 66                  |
| Belgio                            | 13                  |
| Francia SNEP                      | 23                  |